# Eduardo Chicharro Briones
Eduardo Chicharro Briones (Madrid, 1905-1964) fue un pintor y poeta español, fundador y uno de los principales teorizadores, junto a Carlos Edmundo de Ory y Silvano Sernesi,  del Postismo, movimiento de vanguardia surgido en España a mediados de la década de 1940.

## Biografía
Eduardo Chicharro Briones nació el 13 de junio de 1905 en Madrid, en la calle de Ayala del Barrio de Salamanca. Su padre fue el pintor Eduardo Chicharro y Agüera (1873-1949), que había sido pintor de cámara del rey Alfonso XIII.
En 1912 su padre es nombrado director de la sede en Roma de la Real Academia de Bellas Artes de San Fernando, en sustitución de don Ramón del Valle-Inclán, por lo que toda la familia se trasladará a Roma, ciudad en la que permanecerán hasta 1925.
En el período 1928-1935, tras haber realizado el servicio militar en España, regresa a Roma para disfrutar de una beca concedida por la Real Academia de Bellas Artes. Ahora entra en contacto con el pintor surrealista Gregorio Prieto, con quien realizará una serie de experimentos artísticos que anticipan el Postismo, y con César González Ruano.
Realiza varios viajes por Europa, contrae matrimonio con la pintora italiana Nanda Papiri (1937), conoce a Silvano Sernesi (1941) y regresa definitivamente a España en 1943 para desempeñar el cargo de profesor de Dibujo Artístico en la Escuela de Artes y Oficios y el de profesor de Pedagogía del Dibujo en la Real Academia de Bellas Artes de San Fernando. También comienza a frecuentar las tertulias de los cafés, especialmente el Café Pombo. 
En 1944 crea, junto con Carlos Edmundo de Ory y Silvano Sernesi,  el Postismo, movimiento estético que pretendía ser una alternativa a la Poesía desarraigada y arraigada de entonces y que pretendía asimilar el conjunto de las estéticas de vanguardia que habían frutificado antes de la Guerra Civil, de lo cual su nombre, cuyo significado primitivo era "el ismo que viene después de todos los ismos".  Funda con sus compañeros la revista Postismo, cuyo primer número corresponde al 31 de enero de 1945 y que será suspendida al poco tiempo por las autoridades del Régimen, encarnadas en el director general de Información y Turismo, Arias Salgado, y el director de Prensa, Juan Aparicio. La revista reaparecerá unos meses después, en abril, con el nombre de La Cerbatana, corriendo una suerte similar.
Durante este año y el siguiente escribe numerosos poemas y relatos, realiza exposiciones, imparte conferencias, colabora en revistas, publica artículos...
Una vez olvidado el Postismo, a lo largo de la década de los cincuenta, escribe su libro de poemas Cartas de Noche. Fallece el 16 de marzo de 1964 en su casa de Madrid, unos días después de terminar su novela El pájaro en la nieve.

## Obra
- Akebedonys 1930 (1935) (teatro).
- La pluringüe lengua (1945) (sonetos).
- La lámpara (1945) (teatro).
- Tetralogía (1949-1950) (poemas).
- Cartas de Noche (1950-1960) (poemas).
- Música celestial (1947-1958) (poemas).
- El pájaro en la nieve (1964) (novela).